# Мирнинский рабочий
«Ми́рнинский рабо́чий» («МР») — советская и российская общественно-политическая газета, распространяемая на территории Мирнинского района Республики Саха (Якутия).

## История
Работа редакции газеты «Мирнинский рабочий» началась в 1959 году. В этот год был присвоен городской статус населённому пункту Мирный. Первый номер газеты «Мирнинский рабочий» вышел в свет 1 января 1960 года тиражом 1000 экземпляров.

## Главные редакторы
- Шепелев Радий Семёнович (1960—)
- Самбур А. Н. (—)
- Выборнов Владимир Е. (—)
- Вечерин Павел Петрович (—1990)
- Червинский Виктор Георгиевич (1990—1991)
- Бескакотов Юрий Михайлович (1991—1996)
- Русина Ирина Юрьевна (1996—1998)
- Алборов Владимир Ф. (1998—2003)
- Гибало Андрей Олексович (2003—2018)
- Шапошников Олег Викторович (2019—2020)
- Ибрагимова Роза Ринатовна (2020—)
- Медияйнен Ирина Николаевна (2023)